# Chích mày vàng
Chích mày vàng (tên khoa học: Horornis flavolivaceus) là một loài chim trong họ Cettiidae.